# Anna Marciniak (astronom)
Anna Marciniak (ur. 1979) – polska astronom, doktor habilitowany nauk ścisłych i przyrodniczych. Profesor uczelni w Obserwatorium Astronomicznym Wydziału Fizyki i Astronomii Uniwersytetu im. Adama Mickiewicza w Poznaniu.

## Życiorys
Fizykę (specjalność: astronomia) ukończyła na poznańskim Wydziale Fizyki UAM w 2003 roku (praca magisterska: Wyznaczanie okresu gwiazdowego i kierunku rotacji planetoid metodą epok; promotorem był prof. Tadeusz Michałowski). 
Stopień doktorski uzyskała na macierzystym wydziale w 2009 roku na podstawie pracy doktorskiej pt. Modelowanie parametrów fizycznych planetoid metodą inwersji krzywych zmian jasności (promotorem doktoratu był prof. Tadeusz Michałowski). Po doktoracie została zatrudniona w Obserwatorium Astronomicznym UAM na stanowisku adiunkta.
Zagraniczne staże naukowe odbyła w: Uniwersytecie Helsińskim (Finlandia), South African Astronomical Observatory (RPA), Instituto de Astrofisica de Canarias (Hiszpania) oraz na Uniwersytecie Karola (Czechy).
Habilitowała się w 2020 na Uniwersytecie Mikołaja Kopernika w Toruniu na podstawie oceny dorobku naukowego oraz cyklu publikacji pt. Niwelowanie wpływu efektów selekcji obserwacyjnej na znane własności fizyczne planetoid.
W pracy badawczej zajmuje się wyznaczaniem okresów rotacji planetoid Głównego Pasa, położeń ich osi oraz odtwarzaniem ich trójwymiarowych kształtów w oparciu o wieloletnie dane fotometryczne oraz metodę inwersji krzywych zmian blasku. Jej zainteresowania naukowe obejmują również zakrycia gwiazd przez planetoidy oraz modelowanie termofizyczne.
Współautorka prac publikowanych m.in. w „Nature", „Nature Astronomy", „Astronomy and Astrophysics” oraz „Planetary and Space Science”.
Należy do Międzynarodowej Unii Astronomicznej, International Occultation Timing Association (IOTA), Polskiego Towarzystwa Astronomicznego  oraz Polskiego Towarzystwa Miłośników Astronomii.

## Wyróżnienia
Za osiągnięcia badawcze kilkukrotnie otrzymywała nagrody zespołowe Rektora UAM oraz indywidualne stypendium Rektora UAM za wybitne osiągnięcia naukowe.
W uznaniu wkładu w badania długookresowych planetoid Głównego Pasa Komisja ds. Nazewnictwa Międzynarodowej Unii Astronomicznej nadała w kwietniu 2017 roku planetoidzie nr 10471 nazwę Marciniak.